# Vassholmene
Vassholmene est un groupe de deux îles de la commune de Bærum , dans le comté d'Akershus en Norvège.

## Description
Les îlots sont situés dans l'Oslofjord intérieur. Indre Vassholmen se trouve plus près de Snarøya, et possède environ 20 résidents permanents. Pendant la Seconde Guerre mondiale, elle est occupée par des soldats allemands, qui installent entre autres trois canons anti-aériens pour défendre la puissance occupante contre les attaques alliées de l'aéroport de Fornebu.
Ytre Vassholmen est la plus éloignée ou la plus méridionale des îles. L'île a un espace extérieur public avec une réserve naturelle à la pointe sud. Il y a plusieurs bâtiments qui méritent d'être préservés ici. Parmi eux se trouve une maison à l'est, Nissenhuset, dont Kystleden Indre Oslofjord dispose et loue. La Bærum Sailing Association dispose des autres maisons de l'îlot.
Plus au sud, se trouvent deux récifs du nom de Vestre Vassholmen.

### Réserve naturelle
La pointe sud d'Ytre Vassholmen est la réserve naturelle d'Ytre Vassholmen créée en 1978 avec des roches cambrosiluriennes fossilifères appartenant au Rift d'Oslo.

## Galerie

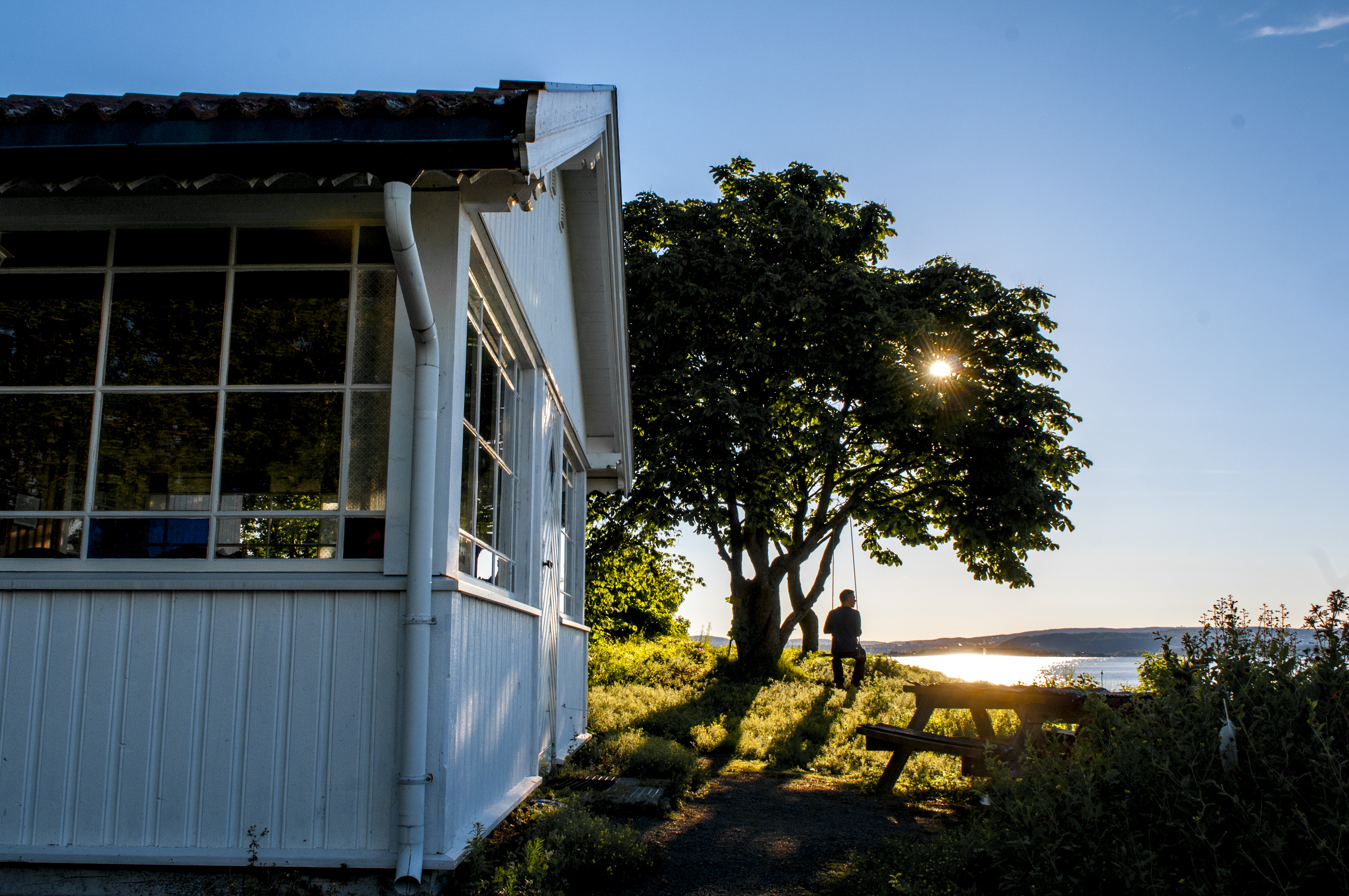
Chalet de vacances
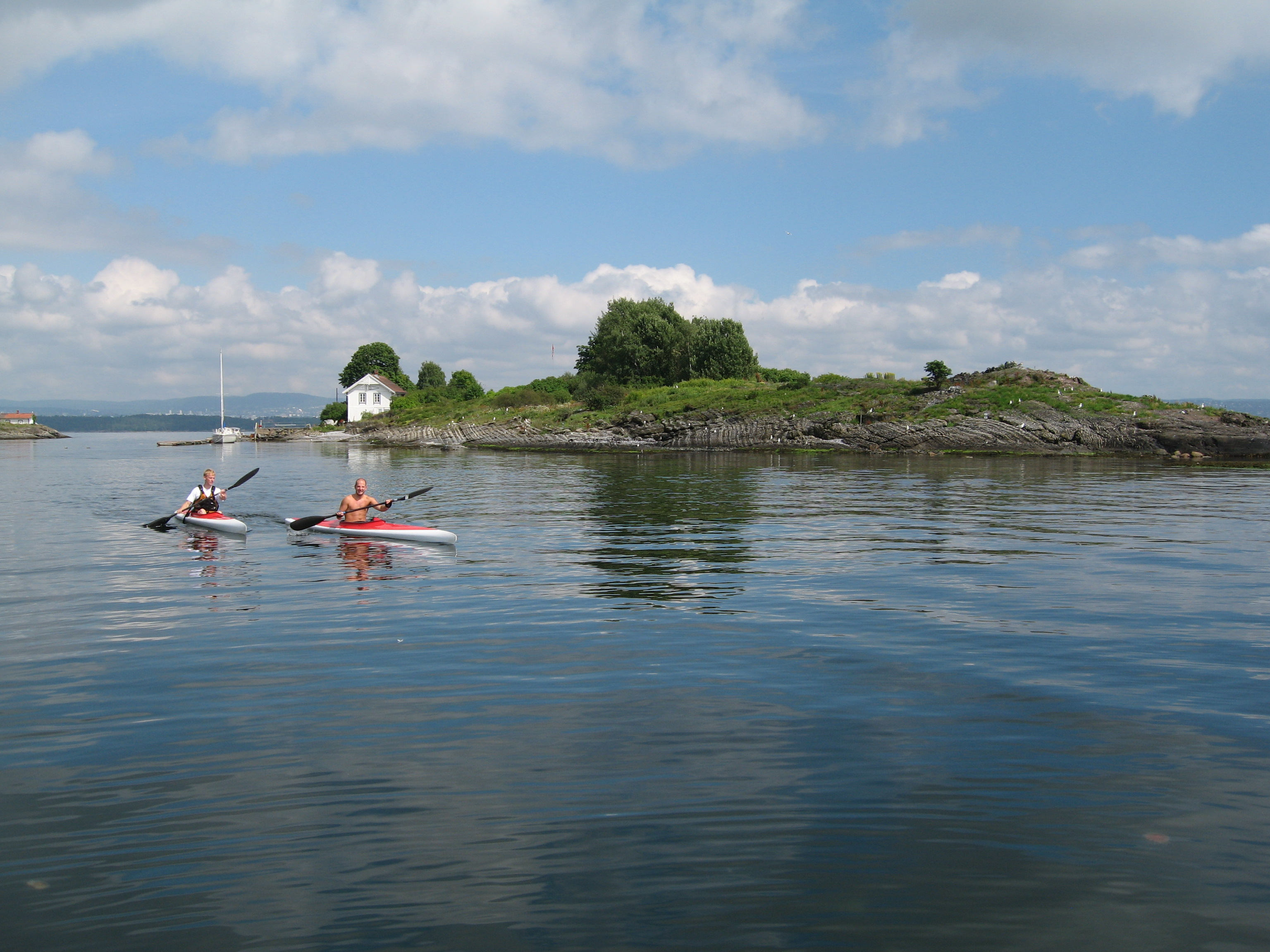
Ytre Vassholmen (réserve naturelle)